# Tropidophryne natalensis
Tropidophryne natalensis är en stekelart som beskrevs av Compere 1939. Tropidophryne natalensis ingår i släktet Tropidophryne och familjen sköldlussteklar.
Artens utbredningsområde är Nigeria. Inga underarter finns listade i Catalogue of Life.